# Rayman Legends
Rayman Legends est un jeu vidéo de plates-formes développé par Ubisoft Montpellier et édité par Ubisoft. Il est le cinquième épisode dans la série principale de Rayman, et la suite de Rayman Origins (2011).
Dans un premier temps annoncé pour le printemps 2013 exclusivement sur Wii U, le jeu est cependant repoussé à la fin août 2013 avec une sortie simultanée sur Wii U, PlayStation 3, PlayStation Vita, Xbox 360 et PC.
Des portages sur PS4 et Xbox One sont sortis le 18 février en Amérique du Nord et le 20 février 2014 en Europe. Un portage sur Nintendo Switch est sorti le 12 septembre 2017.

## Trame
Pendant un siècle entier, les héros de la Croisée des Rêves (Rayman, Globox et les deux Ptizêtres) ont passé leur temps à dormir profondément. Selon les dires du Bulleur de Rêves, ces derniers sont sous l'emprise d'un puissant somnifère mystérieux ou alors ils avaient juste besoin de prendre beaucoup de repos. 
Cependant, à cause de ce phénomène qui priva le monde de protection, les cauchemars du Bulleur de Rêves se sont multipliés, répandus, et ont engendré de nouveaux monstres issus de vieilles légendes connues. Pour étendre leur suprématie, ces derniers ont créé dans la Croisée des Rêves des mondes à leur image, et ont capturé tous les Ptizêtres. Murfy, sous les ordres du créateur du monde, s'en est allé réveiller les héros à l'aide d'une bonne claque. En ouvrant les yeux, Rayman comprend le drame. En allant voir le Bulleur de Rêves, il constate que l'intérieur de sa demeure est rempli de tableaux magiques menant à chacun de ces mondes. À partir de maintenant, fini le grand sommeil, la troupe héroïque reprend du service !

## Système de jeu
Sur Wii U, les joueurs utilisent la Wiimote (avec ou sans Nunchuck), la manette classique de la Wii ou la manette Wii U Pro pour contrôler leur personnage. En multijoueur, le joueur utilisant le Wii U GamePad peut décider de jouer Murfy, qui peut notamment couper des lianes ou activer certains mécanismes que les autres joueurs ne peuvent pas atteindre.
Sur les versions PS3, 360 et PC, les joueurs ne contrôlent pas Murfy car celui-ci est dirigé par l'IA. Mais avec une des touches de la manette, on peut lui commander d'actionner les mécanismes et les autres éléments du décor. Sur Vita, le système tactile et gyroscopique est similaire à celui sur Wii U.

## Contenu
Une des nouveautés du jeu est d'inclure des niveaux musicaux à la fin de chaque monde. Le but de ces niveaux très spéciaux consiste à progresser sur un chemin où les actions du personnage (sauter, frapper, glisser, ramasser des objets, etc.) sont en accord avec le rythme de la musique.
Par ailleurs, le jeu inclut également un tableau « Back to Origins » avec les 40 meilleurs niveaux du premier opus mis au goût du jour.

## Développement
Avant l'annonce du jeu, Ubisoft a enregistré deux noms de domaines, RaymanLegends.com et Rayman-Legends.com, qui ont pu laisser penser à une suite de Rayman Origins. La première bande annonce du jeu a été dévoilée le 27 avril 2012, dévoilant notamment de nouveaux personnages, un mode multijoueur en ligne ainsi que différentes fonctionnalités sociales. De plus, certaines fonctionnalités de la Wii U ont également été dévoilées.
Le jeu était d'abord prévu exclusivement sur Wii U pour son lancement, mais la sortie a été repoussée en 2013. En février 2013, Ubisoft annonce finalement le report de la version Wii U pour septembre 2013, ainsi que des versions Xbox 360 et PlayStation 3. Yves Guillemot, patron d'Ubisoft, explique ce choix par le fait que le jeu ne se serait pas bien vendu dans le cas d'une sortie uniquement sur Wii U. Une version PlayStation Vita a ensuite été annoncée, tout comme une version PC.
Le 25 avril 2013, Ubisoft sort sur Wii U une application nommée « Rayman Legends Challenges App », téléchargeable gratuitement via l'eShop. Cette application permet aux joueurs de relever des défis quotidiens et hebdomadaires, dont le but est d'obtenir de meilleurs scores que les autres joueurs (via une connexion wifi). Trois niveaux du jeu y sont également disponibles. Lors de la sortie du jeu final, l'application est retirée de l'eShop.
La version Wii U propose des costumes exclusifs à l'effigie de Mario et Luigi.
Lors de la présentation de la Nintendo Switch, Ubisoft annonce que le jeu sera porté sur cette console. Le jeu sort le 12 septembre 2017.

## Voix originales
- Douglas Rand : Rayman, Globox, Murfy, Minimus, Teensie, Polokus, Barbara, le magicien

## Voix françaises
- Benoît Allemane : le Bulleur de Rêves

## Critique
Les critiques de Rayman Legends sont très positives. Le site de compilations de critiques Metacritic indique une moyenne de 89 à 91 sur 100 selon les versions du jeu. Rayman Legends reçoit une note de 9,5 sur 10 du site américain IGN, qui trouve que c'est un « jeu de plates-formes de génie ». Il est noté 17 à 18 sur 20 par le site français Jeuxvideo.com, qui le qualifie de jeu « sublime » au gameplay « exemplaire ».

## Ventes
Comme son prédécesseur, Rayman Legends connaît un démarrage assez faible lors des premières semaines après sa sortie. Ubisoft annonce quelques semaines après sa sortie qu'il n'a pas atteint les ventes espérées tout comme Tom Clancy's Splinter Cell: Blacklist. Cependant, après deux mois de vente, l'entreprise annonce qu'en plus du portage du jeu sur PlayStation 4 et Xbox One prévu pour février 2014, 1 000 000 d'exemplaires ont été vendus tous supports confondus.